# Eutelsat 33A
Eutelsat 33A – satelita telekomunikacyjny wyniesiony na orbitę 27 września 2003, należący do konsorcjum Eutelsat.
Pierwotnie nazywał się e-Bird, a następnie Eurobird 3. Obecną nazwę Eutelsat 33A otrzymał 1 marca 2012 w ramach ujednolicenia nazw satelitów przez Eutelsat.
Satelita znajduje się na orbicie geostacjonarnej (nad równikiem), na 33. stopniu długości geograficznej wschodniej. Ze zbliżonej pozycji (32,9°E) nadaje też satelita Intelsat New Dawn.
Eutelsat 33A zbudowany został przez firmę Boeing Satellite Systems. Posiada 20 transponderów pracujących w paśmie Ku. Planowany okres żywotności satelity wynosi 10 lat.
Satelita ten nadaje sygnał stacji telewizyjnych i radiowych, dane (dostęp do Internetu) oraz przekazy telewizyjne do odbiorców w Europie (głównie Centralnej i Zachodniej) oraz Turcji.
Na tym satelicie Cyfrowy Polsat nadawał paczkę kanałów telewizyjnych i radiowych dla usługi TV Mobilna, dokładniej dla przekazu MUX 4 w standardzie DVB-T. 10 sierpnia 2022 r. zakończono emisję tej paczki, a kanały nadawane na MUX 4 w standardzie DVB-T2 są teraz niezależne od przekazu satelitarnego.